# Ozi
Ozi (Ozie, Oci; auch Otger, Otgar, Otakar) (* vor 977; † vor 1028), wohl aus der Familie der jüngeren Otakare („Chiemgauer Otakare“, später Traungauer), war Graf, Gewaltbote und missus im Kärntner Kroatengau und in Friaul (Markgrafschaft Verona).

## Leben
Ozi war vermutlich ein Sohn des Grafen Otakar III. im Chiemgau († 976). Spätestens 993 wurde er Nachfolger des nunmehrigen bayerischen Pfalzgrafen Hartwig I. als Gewaltbote im Kroatengau. Die größten Eigengüter der Familie lagen in Kärnten am Ossiacher See, bei Villach und Treffen. Um 1024 gründete er das Stift Ossiach.

## Familie
Graf Ozi war verheiratet mit Glismod von Utrecht, einer Schwester Bischof Meinwerks von Paderborn. (Nach H. Dopsch hingegen war Ozis Gattin wohl Irenburg, die als Mitgründerin von Ossiach bezeugt ist.) Kinder:
- Ozinus, Graf im Zeidlergau, Herr von Cordenons
- Poppo († 1042), Patriarch von Aquileia (1019–1042)